# Massimo Mauro
Massimo Mauro (ur. 24 maja 1962 w Catanzaro) – włoski piłkarz, grający na pozycji pomocnika, prezes, polityk i komentator sportowy.

## Kariera piłkarska

### Kariera klubowa
Wychowanek klubu Catanzaro, w barwach którego w 1979 rozpoczął karierę piłkarską. W 1982 prezszedł do Udinese. W latach 1985–1989 bronił barw Juventusu, z którym zdobył mistrzostwo Włoch. Potem przeniósł się do Napoli, z którym również zdobył mistrzostwo Włoch. W 1993 roku zakończył karierę piłkarską.

### Kariera reprezentacyjna
Od 1980 do 1984 roku występował w młodzieżowej reprezentacji Włoch.

## Kariera menedżerska i inna
Od października 1997 do lipca 1999 pełnił funkcję prezesa klubu Genoa. Od 1996 zaangażował się w życie polityczne. Jest członkiem Partii Demokratycznej.
Wraz z Gianlucą Viallim został założycielem Fondazione Vialli e Mauro per la Ricerca e lo Sport, organizacji pozarządowej zaangażowanej przede wszystkim w walkę ze stwardnieniem zanikowym bocznym. W 2008 roku ''Fondazione Vialli e Mauro wraz z Fundacją Cariplo, Fundacją Telethon i AISLA stworzyli AriSLA (Włoska Fundacja Badań nad ALS), której jest członkiem zarządu. Od 2013 roku pełni funkcję prezesa AISLA.
Od 2005 do 2018 był komentatorem sportowym w Sky Sport; od 2007 roku jest niezależnym dziennikarzem. Od 2018 roku współpracuje z Rai 2. Od 2013 roku współpracuje również z gazetą la Repubblica, w imieniu której opiekuje się blogiem piłkarskim Visti dall'ala. Poza piłką nożną zajmuje stanowisko dyrektora klubu golfowego w Turynie, Royal Park I Roveri.

## Sukcesy i odznaczenia

### Sukcesy klubowe
Juventus
- mistrz Włoch: 1985/86
- zdobywca Pucharu Interkontynentalnego: 1985

Napoli
- mistrz Włoch: 1989/90